# Svalsta
Svalsta – miejscowość (tätort) w Szwecji, położona w regionie administracyjnym (län) Södermanland (gmina Nyköping).
Miejscowość położona jest ok. 6 km na zachód od Nyköping, w prowincji historycznej (landskap) Södermanland. Na północ od Svalsta przebiega trasa europejska E4.
W 2010 r. Svalsta liczyła 1078 mieszkańców.